# ピアノ (河村隆一のアルバム)
『ピアノ』（ぴあの）は、2009年4月1日にコロムビアミュージックエンタテインメントから発売された河村隆一の5枚目のオリジナル・アルバム。
本作のコンセプトは「大人のバラード」。

## 収録曲
特記以外作詞・作曲：河村隆一　
1. ヒロイン(album mix)
作曲・編曲：織田哲郎
2. もうすぐ逢えるから
編曲：山口一久
3. それを愛と呼ぼうか
作詞：森雪之丞　編曲：葉山拓亮
4. 色彩絶佳
作詞：森雪之丞　編曲：葉山拓亮
5. 朝顔
作詞・編曲：葉山拓亮
6. 根付けの鈴
編曲：葉山拓亮
7. 冷たい雨
作曲・編曲：葉山拓亮
8. 潮騒
編曲：葉山拓亮
9. 夢のカケラ
編曲：山口一久
10. 柘植の櫛
編曲：山口一久
11. 北へ
編曲：小泉信彦
12. 月はもちろん
編曲：小泉信彦